# 連翔道

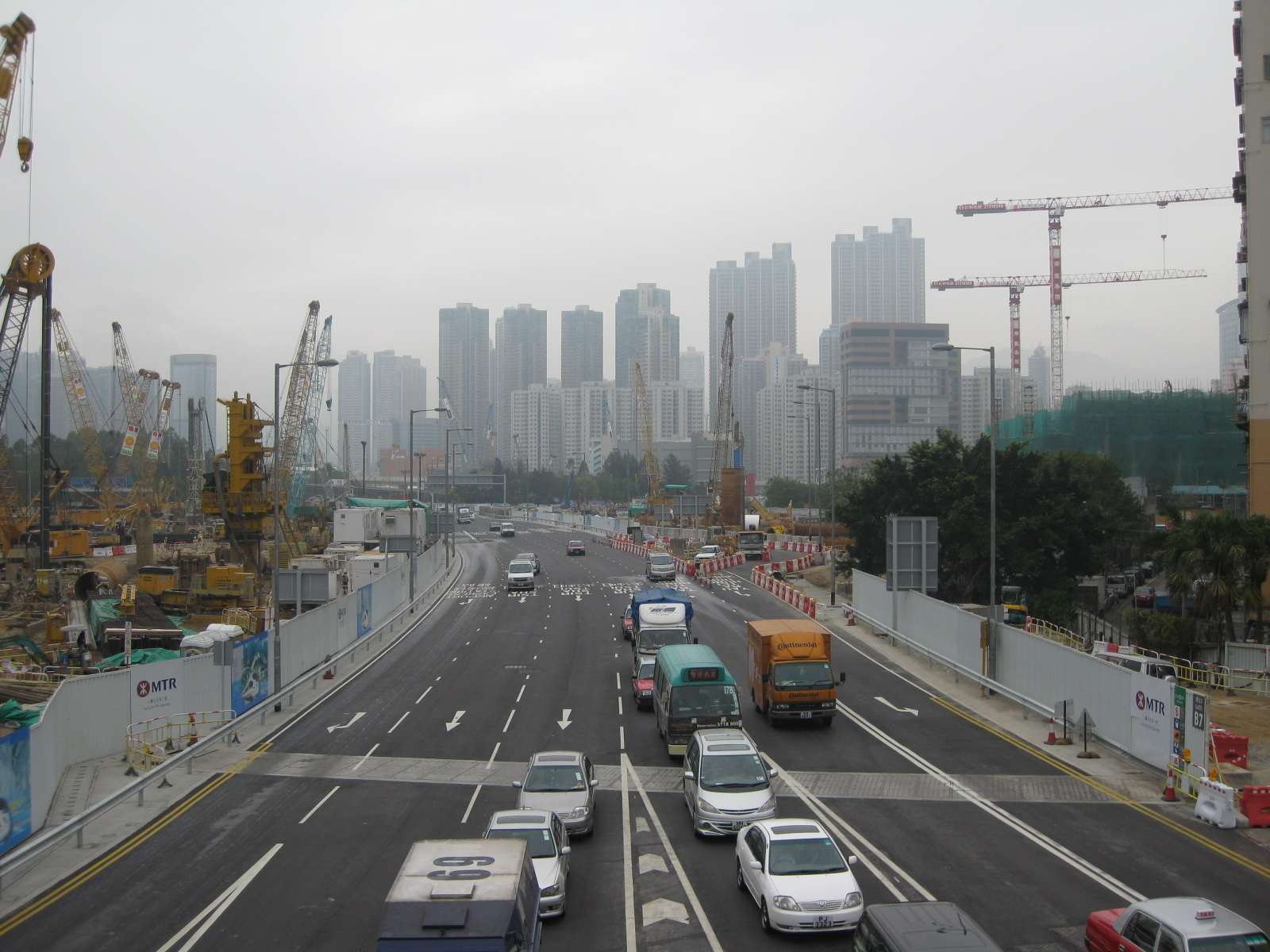
因广深港高速铁路工程而新建的連翔道

連翔道（英語：Lin Cheung Road）是香港西九龍的一條道路，北至興華街西，南至柯士甸道西。由於本道路為西九龍公路的輔助道路，亦是長沙灣、深水埗和大角咀一帶快速前往尖沙咀的主要道路，所以車流量一向非常高。
連翔道大部分路面時速限制為80公里，與干諾道西天橋等，是香港少數時速限制高達80公里的非幹線道路。隨著廣深港高速鐵路西九龍站工程峻工，連翔道近柯士甸道西一段成為地下行車路之一。

## 交匯道路
- 青葵公路
- 美青路
- 荔寶路
- 青沙公路
- 興華街西
- 東京街西
- 欽州街西
- 海輝道
- 櫻桃街
- 海寶路
- 西九龍公路
- 雅翔道
- 佐敦道
- 柯士甸道西

## 途經之公共交通服務
巴士
居民巴士
- NR88（平日上午特別班次） - 沙田第一城 → 中環（歷山大廈）

### 备注
1. ↑  根據憲報圖則及區議會分界圖，荔枝角附近一段連翔道北行同時屬於深水埗區／葵青區；連翔道北端迴圈近美青路一小段屬葵青區。